# Eckerö
Eckerö es un municipio de Åland, Finlandia. El municipio tiene una población de 923 personas y cubre una superficie de 112,89 km², de los cuales 1,7 km² es agua. La densidad de población es de 8,3 habitantes por km². El 95 por ciento de su población es sueca. Es el municipio más occidental de Åland y Finlandia. La empresa Eckerö Linjen opera un transbordador de conexión entre Berghamn en Storby, Eckerö y Grisslehamn en Väddö, Norrtälje en Suecia..

## Turismo
Eckerö tiene una amplia infraestructura turística con restaurantes, hoteles, moteles, cámpines, cafeterías, residencias y overnachtingshutten. Eckerö que se conoce como una ciudad turística para las familias. Hay muchos niños playas de arena en las cercanías de Degersand con la única dunas de las islas Aland
Eckerö es alta en la lista de los lugares con más horas de sol en Escandinavia. En Eckerö hay 18 hoyos de golf, la mayoría de los cuales el golf e incluso una de pago y de playbaan. La ciudad es también uno de atletiekhallen más grande del norte de Europa, el Eckeröhal.